# West Clarkston-Highland
West Clarkston-Highland és una concentració de població designada pel cens dels Estats Units a l'estat de Washington. Segons el cens del 2000 tenia 4.707 habitants.

## Demografia
Segons el cens del 2000, West Clarkston-Highland tenia 4.707 habitants, 1.994 habitatges, i 1.328 famílies. La densitat de població era de 680,7 habitants per km².
Dels 1.994 habitatges en un 28,7% hi vivien nens de menys de 18 anys, en un 48,8% hi vivien parelles casades, en un 13,1% dones solteres, i en un 33,4% no eren unitats familiars. En el 27,4% dels habitatges hi vivien persones soles l'11% de les quals corresponia a persones de 65 anys o més que vivien soles. El nombre mitjà de persones vivint en cada habitatge era de 2,35 i el nombre mitjà de persones que vivien en cada família era de 2,81.
Per edats la població es repartia de la següent manera: un 23,8% tenia menys de 18 anys, un 9,4% entre 18 i 24, un 25,5% entre 25 i 44, un 23,5% de 45 a 60 i un 17,7% 65 anys o més.
L'edat mediana era de 39 anys. Per cada 100 dones de 18 o més anys hi havia 87 homes.
La renda mediana per habitatge era de 29.311 $ i la renda mediana per família de 31.673 $. Els homes tenien una renda mediana de 29.349 $ mentre que les dones 20.918 $. La renda per capita de la població era de 15.762 $. Aproximadament el 15,7% de les famílies i el 18,9% de la població estaven per davall del llindar de pobresa.

## Poblacions més properes
El següent diagrama mostra les poblacions més properes.